# Andrzej Czuma
Andrzej Bobola Czuma (Lublino, 7 dicembre 1938) è un politico e avvocato polacco, attivista nell'opposizione indipendentista e prigioniero politico ai tempi della Repubblica Popolare Polacca; dal 2006 è deputato in Parlamento, dove è stato presente nella V e nella VI legislatura, e dal 23 gennaio 2009 è Ministro della Giustizia nel governo di Donald Tusk.

## Carriera
Si è laureato in legge all'Università di Varsavia.
Ha fondato l'organizzazione indipendentista ed anticomunista chiamata Ruch. Arrestato dalle autorità della Repubblica Popolare Polacca nel giugno 1970, è stato condannato a 7 anni di carcere "per aver tentato di rovesciare l'ordinamento socialista con la forza". È stato fondatore e portavoce del Movimento di Difesa dei Diritti dell'Uomo e del Cittadino, nonché redattore della rivista Opinia. Nel marzo 1980 ha subito una condanna a 3 mesi di carcere per aver dichiarato che la Polonia non era indipendente e per aver organizzato la celebrazione della Festa dell'Indipendenza presso la Tomba del Milite Ignoto a Varsavia l'11 novembre del 1979.
A partire dall'agosto 1980 ha svolto il ruolo di consulente per Solidarność nella Regione della Slesia e di Dąbrowa, nonché quello di redattore ed editore del periodico “Wiadomości Katowickie". Dopo l'applicazione della legge marziale è stato internato dal 12 dicembre 1981 al 23 dicembre 1982 nel campo di Białołęka, a Jaworze e, successivamente, a Darłówek. Dal 1986 ha soggiornato a Chicago, negli Stati Uniti, dove nei primi due anni ha lavorato come imbianchino ed operaio. el 1988 ha iniziato a condurre il proprio programma radiofonico, emesso nell'area metropolitana di Chicago dalla stazione WNVR 1030, e successivamente dalla WPNA 1490.
È deputato presso il Parlamento della Repubblica Polacca dal 2006. Dall'8 febbraio 2008 al 19 febbraio 2009 ha guidato la commissione parlamentare d'inchiesta in relazione al controllo delle influenze esercitate sui funzionari dei servizi speciali e della giustizia.